# Бург, Джон де, 13-й граф Кланрикард
Джон Томас де Бург, 13-й и 1-й граф Кланрикард (англ. John de Burgh, 13th Earl of Clanricarde; 22 сентября 1744 — 27 июля 1808) — ирландский дворянин, государственный и военный деятель. С 1744 по 1797 год был известен как Достопочтенный Джон Томас де Бург. С 1801 года — член Тайного совета Ирландии.
Титулатура: 13-й граф Кланрикард (с 8 декабря 1797 года), 13-й барон Данкеллин (с 8 декабря 1797), 11-й виконт Берк из Кланмориса в графстве Мейо (с 8 декабря 1797), 1-й граф Кланрикард в графстве Голуэй (с 29 декабря 1800 года).

## Биография
Родился 22 сентября 1744 года. Второй сын Джона Смита де Бурга, 11-го графа Кланрикарда (1720—1782), и Эстер Амелии Винсент (? — 1803), дочери сэра Генри Винсента, 6-го баронета, и Элизабет Шерман.
В 1754—1758 годах он учился в Итонском колледже. В июле 1762 году он был произведен в прапорщики 1-го пехотного гвардейского полка, а позднее получил чин подполковника 68-го пехотного полка. В 1793 году Джон де Бург, получивший чин генерал-майора, сформировал 88-й пехотный полк, позже переименованный в Коннахтских рейнджеров. Командовав этим полком, он стал полковником 66-го (Беркширского) пехотного полка (1794—1808) и губернатором Кингстон-апон-Халла (1801—1808). В 1796 году он служил на Корсике под командованием вице-короля сэра Гилберта Эллиота и вместе с Нельсоном планировал атаку, чтобы вновь захватить Ливорно в Тоскане. Впоследствии он вместе с оставшимися военными отрядами перебрался с Корсики на остров Эльба и в январе 1797 года эвакуировался с этого острова. В 1798 году ему было присвоено звание генерал-лейтенанта. В 1803 году он был произведен в генералы армии.
Джон Томас де Бург был также страстным игроком в крикет. Он играл за нас. Легкий двухместный экипаж в 1773 году он был, возможно, гостевым игроком, так как его имя встречается лишь несколько раз в отчетах о матчах. Вклад де Бурга в этот вид спорта заключался в следующем: член хэмблдонского клуба. Он присоединился до июня 1772 года, когда начались протоколы клуба; и был президентом клуба в 1784 году.
8 декабря 1797 года после смерти своего старшего бездетного брата, Генри де Бурга, 1-го маркиза Кланрикарда и 12-го графа Кланрикарда (1742—1797), Джон де Бург унаследовал титулы 13-го графа Кланрикарда, 13-го барона Данкеллина и 11-го виконта Берка из Кланмориса (Пэрства Ирландии).
29 декабря 1800 года для него был создан титул 1-го графа Кланрикарда в графстве Голуэй, с правом наследования для его дочерей. С 1798 по 1808 год — губернатор и хранитель рукописей графства Голуэй. В 1801 году стал членом Тайного совета Ирландии. В 1801—1808 годах — ирландский пэр-представитель в Палате лордов Великобритании.
Джон Томас де Бург был членом англиканской церкви, а в то время как его жена был католичкой.
27 июля 1808 года Джон де Бург, 1-й маркиз Кланрикард, скончался в возрасте 63 лет в Дублине, графство Дублин, Ирландия. Его титулы и поместья унаследовал его единственный сын Улик де Бург (1802—1874).

## Семья
17 марта 1799 года лорд Кланрикард женился на Элизабет Берк (ок. 1764 — 26 марта 1854), дочери сэра Томаса Берка, 1-го баронета (? — 1813), и Кристиан Браун (? — 1833). У супругов было трое детей:
- Леди Эстер Кэтрин де Бург (ок. 1800 — 17 февраля 1878), муж с 4 марта 1816 года Хоу Питер Браун, 2-й маркиз Слайго (1788—1845)
- Сэр Улик Джон де Бург, 1-й маркиз Кланрикард (20 декабря 1802 — 10 апреля 1874)[7]
- Леди Эмили де Бург (13 августа 1807 — 5 декабря 1842), муж с 9 января 1826 года Томас Сент-Лоуренс, 3-й граф Хоут (1803—1874).